# Luigi Ferraris Stadion
Stadio Comunale Luigi Ferraris
Olaszországban, Genovában található ez a többrendeltetésű stadion. 1909-ben magántulajdonként kezdték építeni és 1911. január 22-én a Genoa CFC- Internazionale mérkőzéssel avatták fel, akkori befogadó képessége 20 000 néző volt. 1933-ban kapta a korábbi, neves Genoa egyesület kapitányáról a Luigi Ferraris elnevezést. A stadion közigazgatási tulajdonba került, 1946-tól a Sampdoria egyesület labdarúgó mérkőzéseinek ad otthont. Az 1934-es labdarúgó-világbajnokságra átalakították, korszerűsítették, nézőterének befogadó képessége 30 000 főre növekedett. Az 1990-es labdarúgó-világbajnokságra lebontása után teljesen modern sportlétesítményt építettek, nézőterének befogadóképessége 41 917 főre növekedett.

## Lásd még
- Genova
- Genoa CFC
- UC Sampdoria